# Gracilisuchus
A Gracilisuchus (jelentése 'elegáns krokodil') egy apró (30 centiméter hosszú) kihalt crurotarsinem (a krokodilok őseit tartalmazó csoport tagja), amely a középső triász időszakban élt. Közel állt a krokodilok őseihez, és egy időben úgy vélték, hogy a dinoszauruszok közé tartozott, de ezt a feltevést elvetették. Fosszíliáit először az 1970-es években fedezték fel.
Típuspéldánya az MLP 64-XI-14-11 számú, argentínai édesvízi üledékből előkerült lelet.

## Fordítás
- Ez a szócikk részben vagy egészben a Gracilisuchus című angol Wikipédia-szócikk ezen változatának fordításán alapul.  Az eredeti cikk szerkesztőit annak laptörténete sorolja fel. Ez a jelzés csupán a megfogalmazás eredetét és a szerzői jogokat jelzi, nem szolgál a cikkben szereplő információk forrásmegjelöléseként.

## Külső hivatkozások
- Crocodylomorpha fossil record. [2009. június 5-i dátummal az eredetiből archiválva]. (Hozzáférés: 2009. július 8.)